# Lluís Colet
Lluís Colet (Perpinyà, Rosselló; 1946) és la persona que actualment ostenta el rècord Guiness del discurs més llarg, fet en llengua catalana.
Colet és guia del Castellet de Perpinyà i agent del patrimoni de l'ajuntament d'aquesta ciutat.
El dia 17 de gener de 2008, Lluís Colet va batre el rècord del discurs més llarg després d'estar 124 hores parlant de manera ininterrompuda. Lluís Colet ja havia parlat anteriorment 24 i 48 hores seguides, però en aquell moment el rècord el detenia l'indi Jayasimha Ravirala amb 120 hores. La prova l'ha dut a terme al restaurant de l'estació de Perpinyà, estació que Salvador Dalí digué que era el centre del món. Durant el discurs ha llegit textos en català amb algunes explicacions en francès, de diversos temes com ara la història universal, la cultura catalana, els refranys catalans, la llengua catalana, els Dragons Catalans de rugbi, la USAP, el Barça, les seleccions catalanes i el pas del TGV per Perpinyà, entre d'altres. Un cop va reeixir el rècord digué que el dedicava a tota aquella gent i associacions que defensen i promouen la cultura catalana a la Catalunya Nord i que volia que s'esmentés que el discurs més llarg ha estat en llengua catalana.